# Diamantina
Diamantina é um município brasileiro no estado de Minas Gerais, Região Sudeste. Localiza-se no Vale do Jequitinhonha, na região central mineira, e ocupa uma área de 3 891,659 km², sendo que 11,98 km² estão em perímetro urbano. Sua população foi recenseada em 47 702 habitantes em 2022.
Fundada no início do século XVIII, Diamantina teve sua origem ligada à descoberta de diamantes na região, o que impulsionou seu desenvolvimento e a transformou em um importante centro de mineração. O município preserva até hoje um conjunto arquitetônico colonial, com casarões, igrejas e ruas de pedra que refletem seu passado histórico. Em reconhecimento à sua importância cultural e histórica, Diamantina foi declarada Patrimônio Mundial pela UNESCO em 1999.
Localizada na Serra do Espinhaço, Diamantina possui uma geografia marcada por montanhas, vales e rios, oferecendo uma paisagem natural exuberante. O município tem um clima tropical de altitude, com temperaturas amenas ao longo do ano e um período chuvoso concentrado nos meses de verão. Essas características tornam a região propícia para o ecoturismo e atividades ao ar livre.
Diamantina é conhecida por suas tradições culturais e eventos, como a Vesperata, onde músicos se apresentam das sacadas dos casarões históricos, criando uma atmosfera única . Outras festas populares incluem o Carnaval de rua e celebrações religiosas, que reforçam a identidade cultural de Diamantina. No seu legado, Diamantina é a cidade natal de Juscelino Kubitschek, um dos presidentes mais célebres do Brasil , e onde viveu Chica da Silva, uma escrava alforriada que se tornou um símbolo de ascensão social no período colonial.

## História

### Período pré-colonial
As datações mais recuadas em sítios arqueológicos na região de Diamantina foram obtidas a partir de vegetais carbonizados, encontrados em fogueiras localizadas em grutas próximos a córregos da bacia do rio São Francisco. No sítio Lapa do Caboclo foram obtidas duas datas (10.560 Antes do Presente e 10.380 Antes do Presente), enquanto no sítio Lapa do Peixe Gordo, uma datação de 10.210 AP foi gerada em uma fogueira a cerca de 30 centímetros de profundidade. Assim, Diamantina apresenta datações praticamente contemporâneas às observadas em sítios arqueológicos da região de Lagoa Santa, onde foram encontrados Luzia e outros remanescentes ósseos humanos, além de diversos materiais arqueológicos relacionados ao povoamento humano das Américas em fins do Pleistoceno.
Além dos restos de alimentos e de fogueiras, nos sítios arqueológicos mais antigos também foram encontrados antigos instrumentos feitos em pedra, quase sempre utilizando como matéria-prima o quartzo ou o quartzito. Feitos a partir de lascamento de pedaços dessas rochas, alguns desses instrumentos formavam antigas pontas de projétil, percutores e vários tipos de lâminas. Ferramentas feitas a partir de madeira e ossos de animais, apesar de provavelmente frequentes entre esses grupos humanos, não foram encontrados nos sítios devido aos processos de decomposição desses materiais.
Outro indício da presença humana pré-colonial em Diamantina são as pinturas e grafismos rupestres, identificados em dezenas de grutas e abrigos de caverna ao longo da Serra do Espinhaço. Apesar de conhecidas desde meados do século XIX, quando foram citadas em um romance escrito por Joaquim Felício dos Santos em 1868, jurista natural de Serro, só foram objeto de estudo arqueológico a partir da década de 1970. Muitas das pinturas e gravuras rupestres encontradas foram feitas com pigmentos vermelhos e, em menor medida, amarelos, brancos e pretos, representando cervídeos e peixes. Embora menos frequentes, algumas das grutas também contam com pinturas antropomórficas.
Entre 1200 e 680 anos Antes do Presente, um outro processo de ocupação ocorreu na região de Diamantina. Também identificados nas grutas e abrigos de caverna, esses sítios contam com diversos instrumentos feitos em pedra, restos de alimentação e sepultamentos humanos de grupos indígenas agricultores. Ao contrário de ocupações contemporâneas identificadas em outras regiões de Minas Gerais, não foram encontrados vasilhas ou fragmentos de cerâmicas nos sítios arqueológicos dessas populações. Dos 90 sítios arqueológicos já identificados em Diamantina, 72 correspondem ao período pré-colonial. Além disso, em outros 10 sítios arqueológicos foram identificados testemunhos materiais de ocupações pré-coloniais e históricas, o que indica que as centenas de grutas e abrigos seguiram servindo de acampamentos provisórios para garimpeiros, caçadores e coletores de sempre-vivas em tempos recentes. Em outro sítio arqueológico, batizado de “Lapa da Contagem 1”, antigos vestígios de garimpeiros foram encontrados por arqueólogos em 2017, lembrança do período em que as serras de Diamantina foram exploradas intensamente por brasileiros e portugueses em busca de ouro e diamantes.
Antes da chegada dos colonizadores portugueses, no século XVI, o território que atualmente constitui o estado de Minas Gerais era habitado por grupos indígenas etnicamente diversos. Na região do Vale do Jequitinhonha e áreas próximas, há o registro de etnias como Kaposo (Copoxós), Panyame (Panhames), Malali (Malales) e Monoxó, com fontes indicando sua presença ainda na primeira metade do século XIX. Contudo, o processo de colonização portuguesa na região fez com que boa parte dos nomes das populações que habitavam o centro-norte de Minas Gerais não chegasse até os dias atuais, tendo em vista as mortes causadas por doenças e guerras contra os indígenas. Populações falantes de idiomas tupi-guarani também foram descritas pelos portugueses como habitantes dos arredores do Jequitinhonha, como os Abaetés e Caetés. Além disso, há registro da presença de grupos relacionados ao tronco linguístico Macro-Jê, como os Kayapós, Kariris e Xakriabás.
Um dos poucos relatos remanescentes do início da colonização foi escrito em 1555 pelo padre jesuíta João de Azpilcuelta Navarro, no qual este menciona a presença de “Tapuzas”, “Tamoyas” e “Cathiguzús” no que viria a ser o nordeste mineiro.

### A fundação do arraial do Tejuco e a exploração dos diamantes

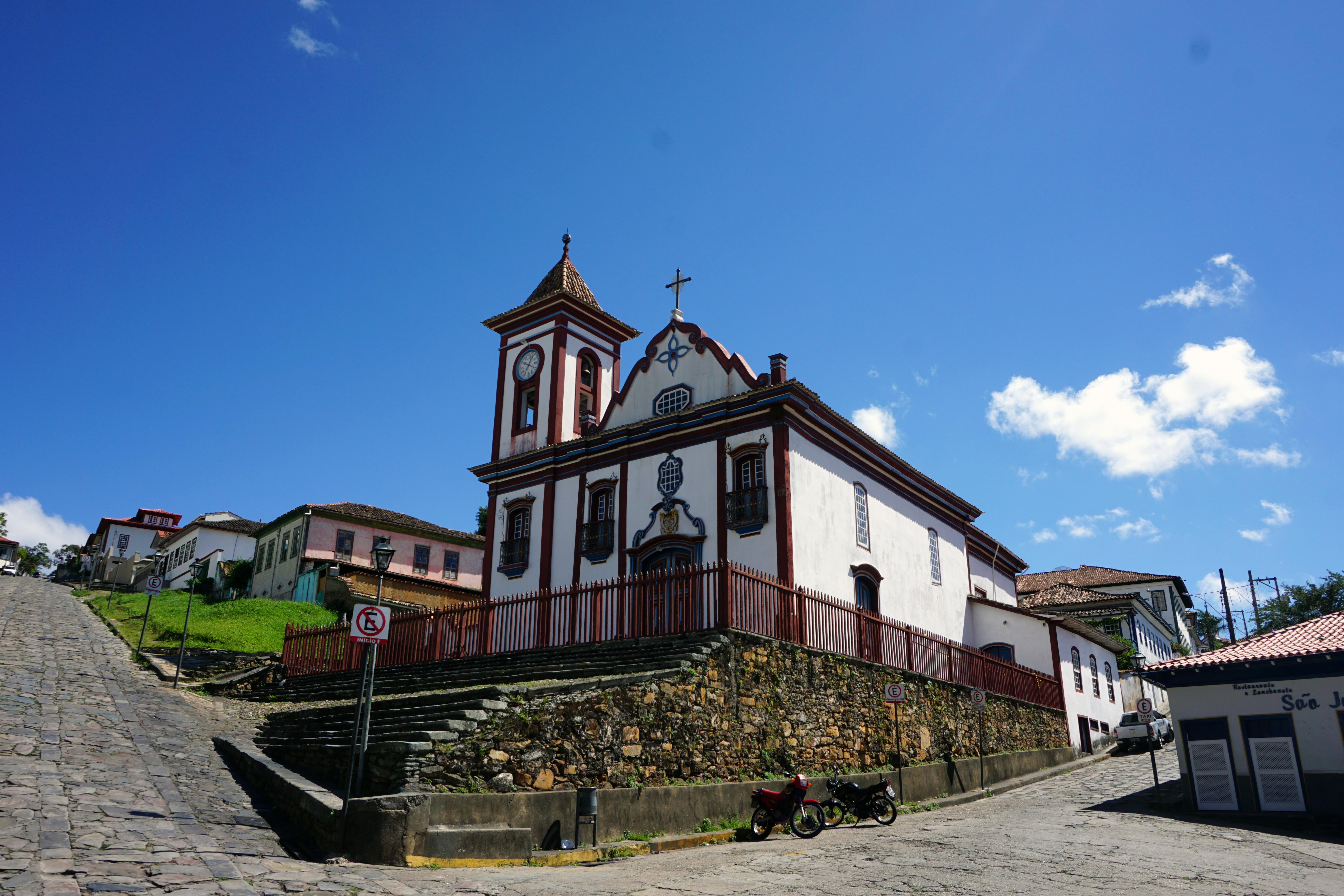
Igreja de São Francisco de Assis, cuja construção se iniciou no século XVIII

A origem do arraial do Tejuco remonta ao processo de expansão colonial contínuo sobre os sertões do vale do Jequitinhonha. Com a descoberta de ouro na confluência dos rios Pururuca e Grande, no início do século XVIII, a região onde hoje está Diamantina começou a atrair garimpeiros, levando a fundação do arraial em 1713. Nesse primeiro momento do povoado, há registro da construção de uma capela em homenagem ao padroeiro, Santo Antônio, nas encostas da Serra da Lapa. Segundo consta, o nome do arraial viria do tupi tyîuka, "água podre", Tejuco e Ybyty'ro'y (palavra tupi que significa "montanha fria", pela junção de ybytyra ("montanha") e ro'y ("frio"). Outra interpretação do nome escolhido para o arraial confirma a origem tupi, significando “barro escuro” ou pântano”.
Durante as buscas por veios de ouro nos morros e vales ao norte da comarca de Serro Frio, alguns garimpeiros encontraram jazidas de diamantes. Inicialmente exploradas de forma clandestina, inclusive por oficiais da Coroa de Portugal, somente em 1729 a existência de minas de diamantes foi oficialmente reconhecida. Assim, alguns documentos do período atribuem ao português Bernardo da Fonseca Lobo a descoberta de diamantes em suas datas de mineração e, a partir de então, o arraial se tornou uma das mais desejadas áreas de garimpo da Capitania de Minas Gerais.
O controle administrativo tão intenso sobre a chamada Demarcação Diamantina não se deu logo de início, todavia. Entre 1729 e 1734, a exploração das jazidas de diamantes era permitida à particulares, mediante a cobrança de uma taxa de capitação sobre cada escravo utilizado pelos mineradores. Movidos pelos lucros do comércio diamantífero, a exploração particular colocou diamantes em demasia no mercado internacional, provocando uma queda significativa no seu preço. Esse contexto de instabilidade, além do risco real de prejuízo em virtude do contrabando, contribuiu para que Dom João V ordenasse a proibição total da mineração de diamantes em 1731, situação posteriormente revertida no ano seguinte.
Em 1734, a primeira tentativa lusitana de estabelecer um controle maior e mais efetivo sobre a extração, através da demarcação do Distrito Diamantino (abarcando não só Tejuco, mas também os arraiais de Gouveia, São Gonçalo, Milho Verde, Rio Manso, entre outros) e da criação da Intendência dos Diamantes. Como forma de organizar a exploração e o comércio de diamantes, a partir de 1740 tem início o regime de contrato de extração, terceirizando a uma companhia particular a atividade. Apesar de algumas fontes indicarem o início desse sistema já em 1738, a primeira arrematação das minas em licitação teria ocorrido só em 10 de junho de 1739. Com duração de quatro anos, os contratos previam que toda a organização do trabalho ficaria a cargo dos contratantes, cabendo à Intendência dos Diamantes a fiscalização e repressão ao contrabando. O regime de contratos durou até 1771, quando um decreto determinou a criação da Junta da Administração Diamantina do Tejuco. A partir de então, toda a extração de diamantes ficaria por conta da Fazenda Real: a partir de agora, somente a Coroa de Portugal poderia extrair e venda essa mercadoria. Implementado pelo Marquês de Pombal, o decreto também criava uma série de regulamentos rígidos para o Distrito Diamantino, todos reunidos no célebre Livro da Capa Verde.

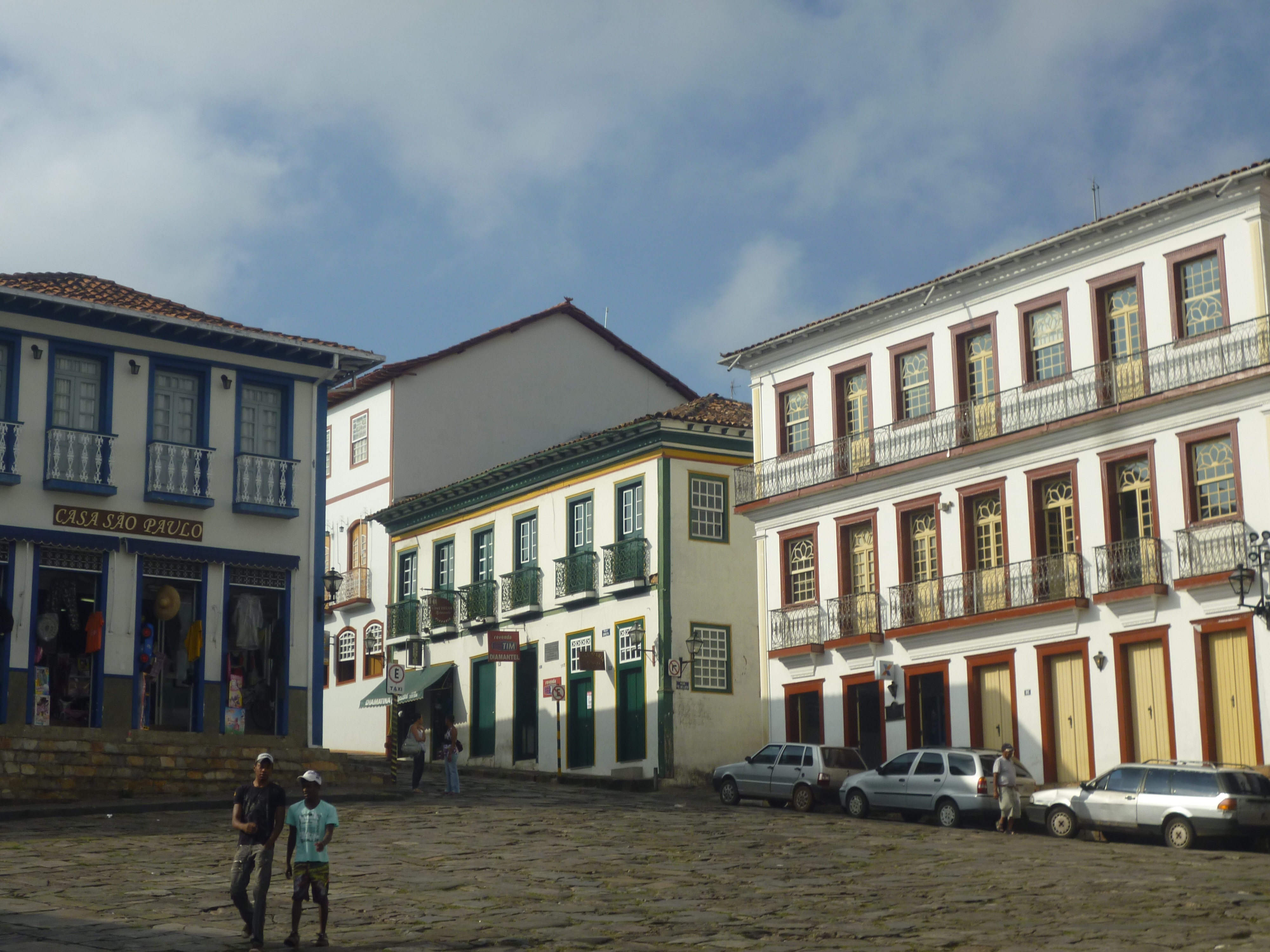
Casarões na Rua Direita

Como forma de manter o domínio total da Coroa sobre o território da Intendência dos Diamantes, o arraial do Tejuco permaneceu como uma simples capela filial ligada à Vila do Príncipe (atual Serro) até 1819, quando foi elevada à condição de sede paroquial e distrito municipal. Permanecia assim o Intendente como única autoridade local, evitando possíveis rivalidades com autoridades eclesiásticas. Apesar do aparato fiscalizador repressivo estabelecido pela Coroa Portuguesa, o arraial de Tejuco refletia a importância econômica da mineração de diamantes, sendo frequentes as menções em documentações da época a respeito da riqueza e sofisticação das elites locais. Entre os anos de 1750 e 1775, o arraial do Tejuco tinha 884 moradores livres, além de cerca de 500 casas distribuídas por 19 ruas e 7 becos. Algumas décadas depois, já no século XIX, já contava com 800 casas (ou fogos, nos documentos da época) e 6.000 habitantes.
Durante o século  XVIII, Diamantina ficou famosa por ter abrigado Chica da Silva, escrava alforriada que era esposa de um dos homens mais ricos do Brasil Colonial, o contratador dos diamantes João Fernandes de Oliveira. Em consequência da demanda por mão-de-obra nas lavras de diamantes, o arraial do Tejuco se tornou um polo importador de africanos escravizados. Em pesquisa arqueológica recente, motivada pela reforma da Casa de Chica da Silva, foram evidenciadas cerca de 30 mil peças arqueológicas do início do século XIX, dentre as quais diversos fragmentos de cachimbos cerâmicos, tratando-se de um exemplo claro da influência material africana e afro-brasileira no cotidiano da antiga Tejuco.
Consequentemente, assim como em outras regiões do Brasil, muitos africanos e afro-brasileiros que escapavam do cativeiro durante os séculos XVIII e XIX formaram comunidades rurais longe das áreas de mineração, aproveitando os morros e grutas da Serra do Espinhaço para se protegerem. De acordo com os bancos de dados do Instituto do Patrimônio Histórico e Artístico Nacional (IPHAN), vestígios arqueológicos de antigos quilombos foram encontrados nos sítios “Cemitério da Comunidade Quilombola do Quartel do Indaiá”, “Quilombo da Serra Luanda”, “Lapa do Quilombo do Roçado”, “Quilombo do Roçado”, “Quilombo do Sobradinho”, “Quilombo da Cabaça” e “Quilombo do Guinda”. Por sua vez, segundo a Fundação Cultural Palmares, em Diamantina há três comunidades quilombolas reconhecidas oficialmente (Mata dos Crioulos, Vargem do Inhaí e Quartel do Indaiá), todas formadas durante o período da mineração de diamantes.

### Emancipação do arraial do Tejuco e crise dos diamantes

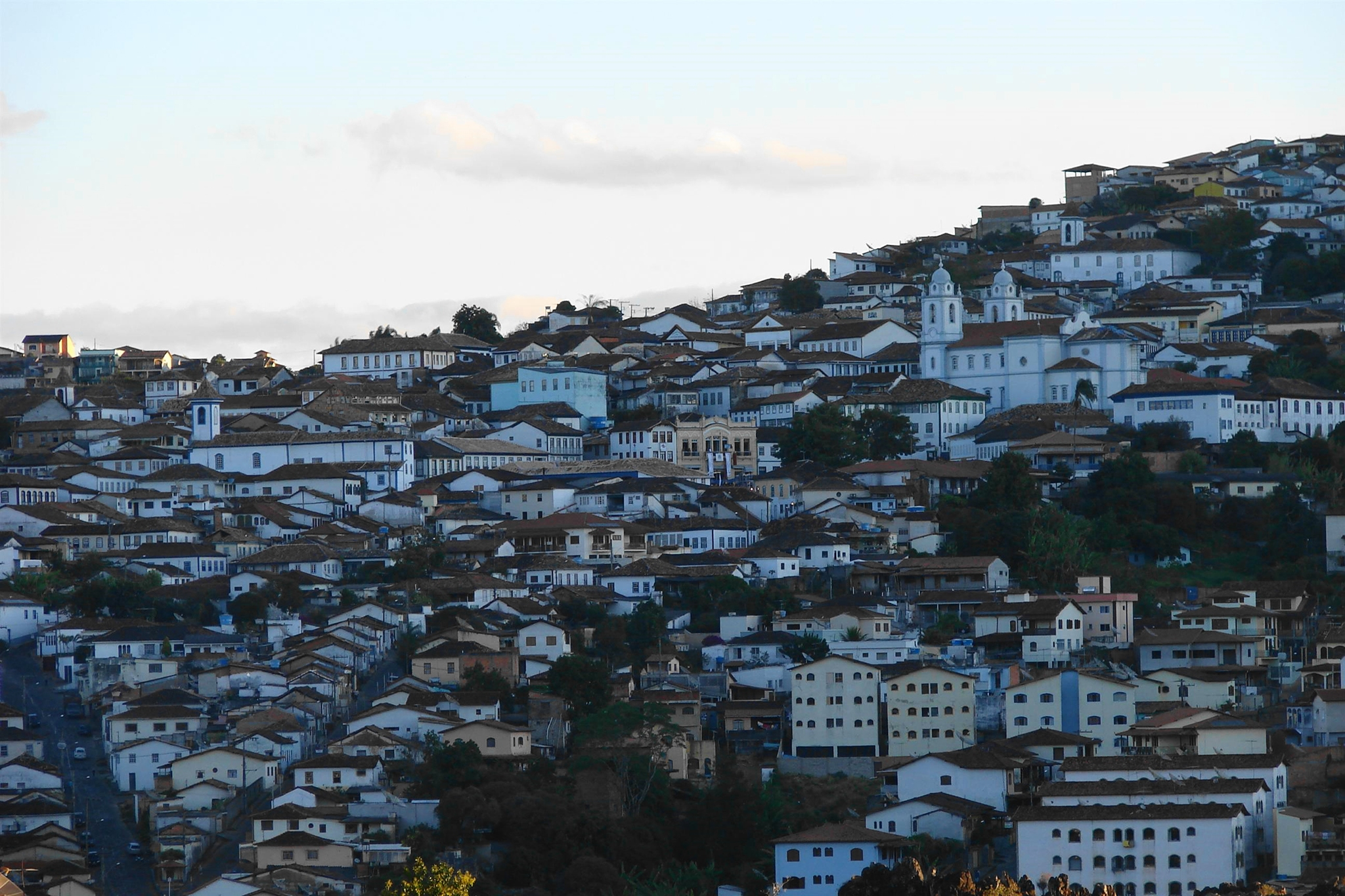
Centro Histórico de Diamantina

Com o declínio da extração diamantífera ao longo da primeira metade do século XIX, ocorreu uma gradual alteração da produção econômica regional, assim como em outras regiões minerárias da agora Província de Minas Gerais. Ao longo dos anos, a produção agropecuária que surgiu no entorno de Tejuco para abastecer sua população eventualmente tornou-se a principal atividade econômica. O famoso viajante francês Auguste de Saint-Hilaire chegou a visitar o arraial do Tejuco em 1816, descrevendo de forma elogiosa a limpeza e tamanho de suas ruas, o bom estado de manutenção das casas, os ornamentos das muitas igrejas existentes na localidade e até a qualidade dos artigos vendidos nas lojas.

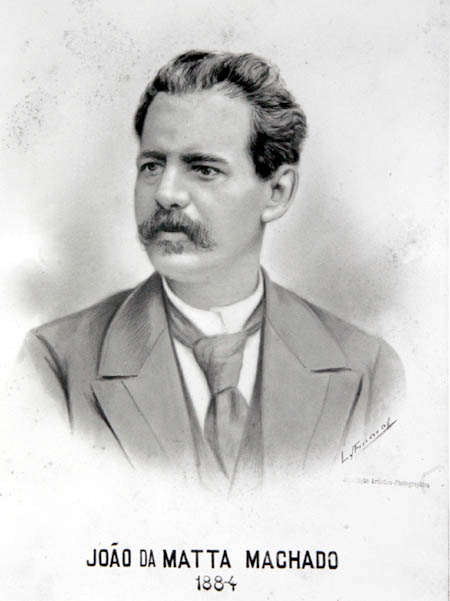
O diamantinense João da Matta Machado foi o primeiro presidente da Câmara dos Deputados após a Proclamação da República

Em 1819, o arraial de Tejuco foi elevada à condição de distrito da vila do Príncipe. Para além de simples mudanças nas administrações política e eclesiástica, estas decisões são também reflexo da diminuição do poder dos Intendentes. Assim, apesar de contar com uma população maior que a Vila do Príncipe desde meados do século XVIII, a emancipação de Diamantina ocorreu somente em 1831, através de Decreto datado de 13 de outubro daquele ano. Nesse mesmo ano, o antigo arraial passou a se chamar Diamantina, fazendo referência à atividade econômica que fez surgir a localidade. Ainda assim, o desmonte definitivo da tão temida Intendência dos Diamantes só ocorreu em 1832, após muitas reivindicações oficiais da população. Em 1838, Diamantina foi elevada à condição de cidade, reflexo da posição de destaque conquistado pelo antigo arraial no norte do estado de Minas Gerais. Na segunda metade do século XIX, Diamantina recebeu o apelido de “Atenas do Norte” de sua própria elite intelectual e econômica, fazendo referência ao papel da imprensa e literatura entre os diamantinenses dos Oitocentos, característica também notada por Auguste de Saint-Hilaire em 1816. A vida em Diamantina no final do século XIX foi retratada por Alice Brant no seu livro Minha Vida de Menina, que se tornou um marco da literatura brasileira após ter sido redescoberto por Elizabeth Bishop.
Em 1938, Diamantina comemorou seus cem anos de elevação à categoria de cidade, recebendo do Instituto do Patrimônio Histórico e Artístico Nacional o título de "patrimônio histórico nacional". Com a chegada de Juscelino Kubitschek ao governo do estado e posteriormente à Presidência da República são feitas muitas melhorias em Diamantina, como a fundação da Faculdade Federal de Odontologia de Diamantina, do Hotel Tijuco, da Escola Estadual Júlia Kubitschek e da Praça de Esportes de Diamantina. No ano de 1999, foi elevada à categoria de "patrimônio da humanidade"  pela Organização das Nações Unidas para a Educação, a Ciência e a Cultura.
Na década de 1960, a Emenda Constitucional nº 5 incluiu critério de “quantidade de municípios” para calcular repasses financeiros. Neste sentido, considerando as vantagens financeiras, Minas Gerais emancipou 227 munícipios na lei nº 2.764 de 1962. Assim, a configuração administrativa do Alto Jequitinhonha foi alterada: emanciparam-se de Diamantina, os distritos de Monjolos, Presidente Kubitschek, Datas, Couto de Magalhães de Minas, Senador Modestino Gonçalves, Felisberto Caldeira e Felício dos Santos.

## Geografia

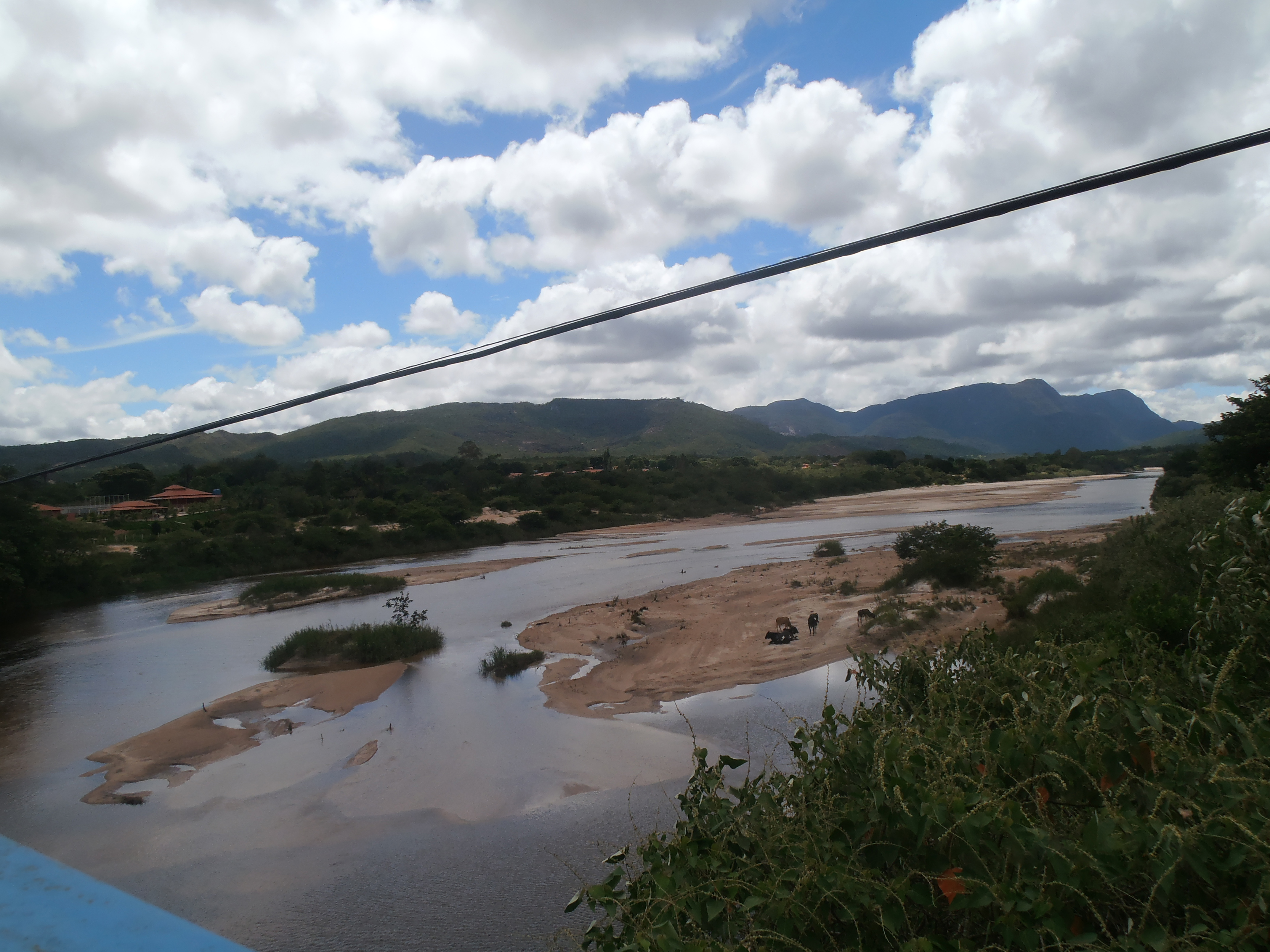
Rio Jequitinhonha no distrito de Mendanha

O município localiza-se na Região Geográfica Intermediária de Teófilo Otoni, estando a sede a 285 km de distância por rodovia da capital Belo Horizonte. A cidade está situada a uma altitude média de 1.280 metros, emoldurada pela Serra dos Cristais, na região do Alto Jequitinhonha. O município é banhado pelo rio Jequitinhonha e vários de seus afluentes, como o Ribeirão das Pedras e o Ribeirão do Inferno. A porção sudoeste do município é banhada por subafluentes do rio São Francisco, como o Rio Pardo Pequeno.

### Relevo
Localizada no alto da Serra do Espinhaço, a mais antiga formação rochosa do Brasil, Diamantina está cercada por belas formações rochosas. Apresenta Planalto irregular, com poucas áreas planas, o que favorece o surgimento de belas cachoeiras e o alto teor de minério.
A região apresenta um terreno acidentado, com altitudes variando entre 1.000 e 1.600 metros. Nas áreas mais altas, há planaltos, vales profundos e encostas íngremes, que aumentam a diversidade topográfica do cenário serrano.
As formações geológicas locais foram essenciais tanto para a beleza natural da paisagem quanto para a economia. Os terrenos da região de Diamantina são dominados quase exclusivamente por rochas de quartzito e filito, definindo o relevo montanhoso, solos pobres e permeáveis, com vegetação típica de campos rupestres.
Nos vastos campos da região, é extraída a planta sempre-viva "in natura", utilizada em trabalhos artesanais de arranjos de flores. A plasticidade do relevo de Diamantina é resultado direto das formações geológicas, dos eventos tectônicos e do intemperismo. As rochas exibem diversas características, realçando a beleza das serras que circundam a cidade.
A Serra dos Cristais, que emoldura Diamantina, ganha colorações distintas ao entardecer, quando o sol ilumina a encosta, destacando o tom avermelhado do ferro oxidado e o branco dos quartzitos mais finos . Atualmente, o município possui, de forma menos expressiva, riquezas minerais como diamante, ouro e cristal, consolidando-se como um importante centro de mineração.
A topografia de Diamantina é predominantemente montanhosa, conforme se caracteriza a seguir.
|            | %   |
| ---------- | --- |
| Plano      | 20% |
| Ondulado   | 20% |
| Montanhoso | 60% |

### Parque e biodiversidade

#### Vegetação
A Vegetação nativa é a caatinga arbórea ou herbácea. Também existe alguns vestígios de Cerrado na região, representada por árvores de baixo porte e tortuosas. Considerando que na região em algumas áreas há uma grande fixação de água.

#### Parque Estadual do Biribiri
Criado em setembro de 1998, o Parque Estadual do Biribiri faz parte do complexo da Serra do Espinhaço, abrangendo 16 998 hectares que incluem vegetação típica do cerrado e campos rupestres, além de nascentes, cursos d'água, e diversos atrativos de grande beleza natural. O parque também possui importantes patrimônios histórico-culturais e arqueológicos.
A Serra do Espinhaço é caracterizada por planaltos elevados, interrompidos por penhascos, e serve como um impressionante divisor de águas no estado, separando a bacia do Rio São Francisco, a oeste, das bacias dos rios Doce e Jequitinhonha, a leste. O Parque Estadual do Biribiri é um dos principais atrativos naturais de Diamantina e região, oferecendo inúmeras cachoeiras e trilhas que são ideais para o ecoturismo e o turismo de aventura.

#### Parque Nacional das Sempre-Vivas
Criado em dezembro de 2002, o Parque Nacional das Sempre-Vivas tem como propósito, proteger a biodiversidade e os ecossistemas únicos da região. O parque abrange uma área de aproximadamente 124 mil hectares e está situado na Serra do Espinhaço, uma cadeia montanhosa conhecida por sua rica diversidade biológica e seus mananciais de água. O nome do parque vem das flores conhecidas como "sempre-vivas", que são notáveis por manterem sua cor e forma mesmo depois de secas e são típicas da região . O parque oferece atividades como trilhas, observação de fauna e flora, pesquisa científica e programas de educação ambiental. É administrado pelo Instituto Chico Mendes de Conservação da Biodiversidade (ICMBio), que se dedica à preservação dos recursos naturais e ao uso sustentável da área.

##### Cachoeira da Sentinela
Possui as águas mais cristalinas do Parque, formando poços ideais para banho, ao desaguar seu córrego forma pequenas cascatas.

##### Cachoeira dos Cristais
Formada por três quedas, tem uma história curiosa: no século XIX, sua forma foi modificada. O curso do rio que dá origem à cachoeira, foi desviado por garimpeiros, a fim de facilitarem seus trabalhos de extração.

### Clima
O clima predominante é o tropical de altitude (Cwb, de acordo com a classificação climática de Köppen-Geiger), característico das regiões montanhosas, com chuvas durante os meses de outubro a abril . Enquanto a média anual é de aproximadamente 19°C. Os verões são amenos e quentes, enquanto os invernos podem ser bastante frios, especialmente durante a noite. No verão (entre dezembro e fevereiro), as temperaturas médias variam entre 18°C e 26°C, sendo o período mais quente do ano, com grande índice pluviométrico. Já no inverno (entre junho e agosto), as temperaturas médias variam entre 10°C e 20°C, com noites chegando a cair para abaixo de 10°C.
Segundo dados do Instituto Nacional de Meteorologia (INMET), referentes ao período de 1931 a 1962 e a partir de 1972, a menor temperatura registrada em Diamantina foi de 2,8 °C em 31 de julho de 1972 e a maior atingiu 35,8 °C em 8 de outubro de 1987. O maior acumulado de precipitação em 24 horas foi de 186,2 milímetros (mm) em 27 de março de 1995, seguido por 167,9 mm em 18 de janeiro de 1991 e 153,8 mm em 28 de janeiro de 2013.
| Dados climatológicos para Diamantina | Dados climatológicos para Diamantina | Dados climatológicos para Diamantina | Dados climatológicos para Diamantina | Dados climatológicos para Diamantina | Dados climatológicos para Diamantina | Dados climatológicos para Diamantina | Dados climatológicos para Diamantina | Dados climatológicos para Diamantina | Dados climatológicos para Diamantina | Dados climatológicos para Diamantina | Dados climatológicos para Diamantina | Dados climatológicos para Diamantina | Dados climatológicos para Diamantina |
| Mês | Jan                                  | Fev                                  | Mar                                  | Abr                                  | Mai                                  | Jun                                  | Jul                                  | Ago                                  | Set                                  | Out                                  | Nov                                  | Dez                                  | Ano                                  |
| --- | ------------------------------------ | ------------------------------------ | ------------------------------------ | ------------------------------------ | ------------------------------------ | ------------------------------------ | ------------------------------------ | ------------------------------------ | ------------------------------------ | ------------------------------------ | ------------------------------------ | ------------------------------------ | ------------------------------------ |
| Temperatura máxima recorde (°C) | 32,7                                 | 34,6                                 | 31                                   | 33,1                                 | 29,4                                 | 29,8                                 | 29,2                                 | 33                                   | 33,1                                 | 35,8                                 | 33,6                                 | 31,8                                 | 35,8                                 |
| Temperatura máxima média (°C) | 25,8                                 | 26                                   | 25,6                                 | 24,6                                 | 23                                   | 21,9                                 | 21,4                                 | 22,9                                 | 24,5                                 | 25,5                                 | 24,5                                 | 24,9                                 | 24,2                                 |
| Temperatura média compensada (°C) | 20,6                                 | 20,6                                 | 20,3                                 | 19,3                                 | 17,4                                 | 16,1                                 | 15,7                                 | 16,8                                 | 18,4                                 | 19,7                                 | 19,6                                 | 20                                   | 18,7                                 |
| Temperatura mínima média (°C) | 16,8                                 | 16,7                                 | 16,6                                 | 15,6                                 | 13,6                                 | 11,9                                 | 11,3                                 | 11,8                                 | 13,6                                 | 15,3                                 | 15,9                                 | 16,5                                 | 14,6                                 |
| Temperatura mínima recorde (°C) | 10,6                                 | 11,1                                 | 11,6                                 | 8                                    | 4,6                                  | 4,6                                  | 2,8                                  | 5,6                                  | 6,4                                  | 8                                    | 9,6                                  | 9,9                                  | 2,8                                  |
| Precipitação (mm) | 240,9                                | 158,8                                | 179,4                                | 73,3                                 | 25,3                                 | 6,6                                  | 4,9                                  | 11,8                                 | 31,4                                 | 115,1                                | 236,7                                | 284,2                                | 1 368,4                              |
| Umidade relativa compensada (%) | 78,5                                 | 76,1                                 | 79,5                                 | 78,7                                 | 77,1                                 | 74,8                                 | 71,6                                 | 68,2                                 | 67,9                                 | 69,4                                 | 79,1                                 | 81,6                                 | 75,2                                 |
| Insolação (h) | 183,7                                | 176,5                                | 182,9                                | 190,5                                | 208,4                                | 190,9                                | 226,3                                | 239,2                                | 195                                  | 181,6                                | 147,5                                | 149,8                                | 2 272,3                              |
| Fonte: INMET (normal climatológica de 1981-2010; precipitação: normal 1991-2020; recordes de temperatura: 01/01/1961 a 25/10/1962 e 16/02/1972-presente) |                                      |                                      |                                      |                                      |                                      |                                      |                                      |                                      |                                      |                                      |                                      |                                      |                                      |

## Demografia

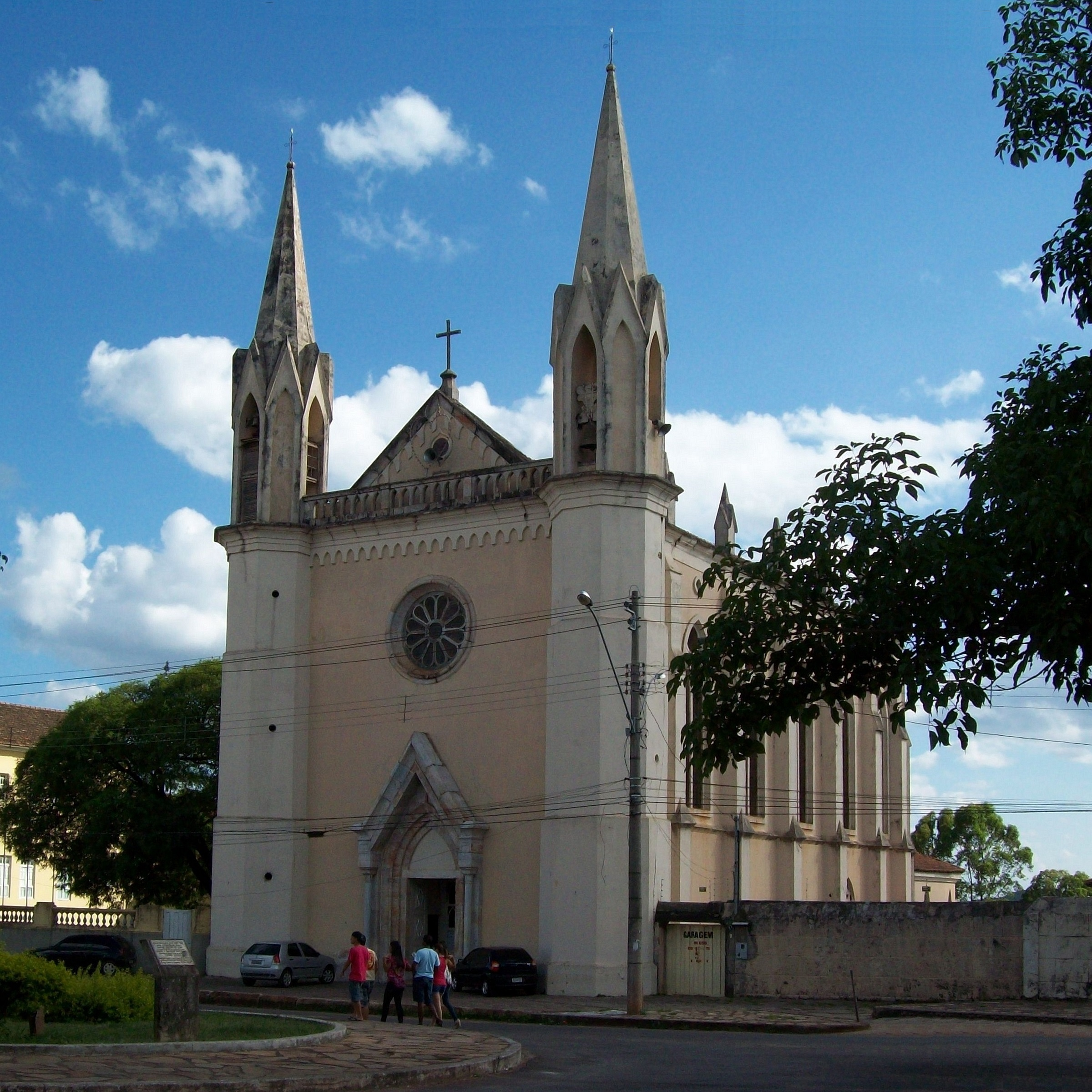
A Basílica do Sagrado Coração de Jesus, projetada pelo Padre Júlio Clavelin, mesmo projetista da Igreja Nossa Senhora Mãe dos Homens no Santuário do Caraça

A população do município de Diamantina chegou a 47.702 habitantes no censo de 2022 feito pelo IBGE, o que representa um aumento de 3,97% em comparação com o censo de 2010. Com uma densidade demográfica de 12,26 hab/km².

### Religião
| Religião                         | Adeptos |
| -------------------------------- | ------- |
| Igreja Católica                  | 37.831  |
| Igreja Evangélica ou Protestante | 5.729   |
| Denominações Espíritas           | 684     |

### Desenvolvimento Humano - IDH

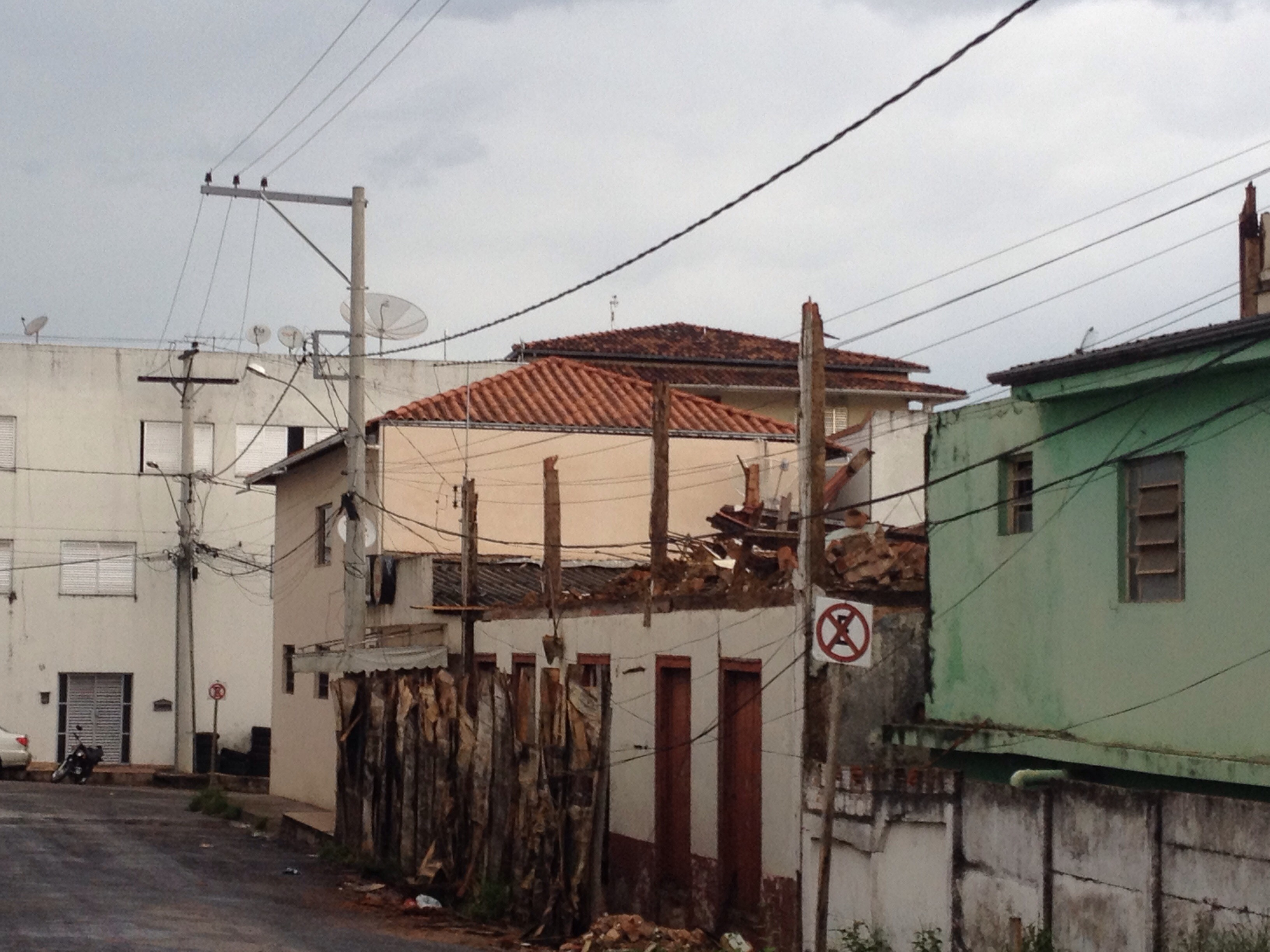
Sobrado histórico que desabou na Rua Padre Bartolomeu Sipólis

De acordo com dados do Programa das Nações Unidas para o Desenvolvimento (PNUD), o IDH de Diamantina em 2010 foi de 0.716, classificado como alto. Este valor coloca o município em uma posição relativamente favorável dentro do contexto estadual e nacional, embora ainda haja espaço para progresso.
Apesar de estar encrustada no Vale do Jequitinhonha, Diamantina é hoje a 3ª cidade com maior custo de vida para se morar em Minas Gerais, tal custo de vida é puxado pelo turismo.
|                   | 2000  | 2010  |
| ----------------- | ----- | ----- |
| IDH-M Renda       | 0,635 | 0,693 |
| IDH-M Longevidade | 0,747 | 0,839 |
| IDH-M Educação    | 0,460 | 0,632 |

## Subdivisões
No município há dez distritos: Conselheiro Mata, Desembargador Otoni, Extração, Guinda, Inhaí, Mendanha, Planalto de Minas, São João da Chapada, Senador Mourão e Sopa, além da sede.

## Economia
O perfil da economia da cidade mudou muito rápido devido à forte expansão da Universidade Federal dos Vales do Jequitinhonha e Mucuri no fim da primeira década de 2000, que acabou por se tornar o motor da economia do município, possuindo 26 cursos de graduação, 23 cursos de pós graduação e cerca de 1200 servidores e 12000 alunos. A sociedade diamantinense, até certo ponto tradicional, ainda encontra dificuldades em se adaptar à nova dinâmica imposta pela chegada de uma população jovem e com diminutas “raízes” com as tradições locais.
Entretanto, a economia de Diamantina ainda está muito ligada ao turismo, a maior parte do intenso fluxo turístico focado na arquitetura e importância histórica, o município possui um rico e variado ecossistema em seu entorno, com cachoeiras, trilhas seculares e uma enorme área de mata nativa, que teve a felicidade de ser protegida com a criação de Parques Estaduais.
O município é um dos destinos da Estrada Real, um dos roteiros culturais e turísticos mais ricos do Brasil, e faz parte do circuito turístico dos Diamantes.

### Turismo
Apesar do grande número de turistas, a infraestrutura para receber visitantes é considerada inferior à de Ouro Preto, a primeira cidade no estado a ser reconhecida pela Unesco, e na capital de Minas, Belo Horizonte. Um grande gargalo é o trânsito, contando com uma frota local crescente e chegada de muitos carros nos fins de semana. Diamantina é também conhecida por suas serestas e pela vesperata, que é um evento em que os músicos se apresentam à noite, ao ar livre, das janelas e sacadas de velhos casarões, enquanto o público assiste das ruas. Um dos grandes impulsos turísticos de Diamantina é o famoso Parque Estadual do Biribiri, com suas águas cristalinas e cachoeiras, entre elas se destaca a Cachoeira das Fadas e a Cachoeira do Telésforo, localizadas no distrito de Conselheiro Mata. Um grande marco histórico e turístico da cidade é o Centro Histórico de Diamantina, que guarda grandes lembranças do tempo colonial, em destaques por seus grandes e belos casarões e igrejas coloniais que retratam um pouco do Século XVIII. Diamantina ainda se localiza no vale da Serra do Espinhaço, propício para turismo de Diamantina. As paisagens exuberantes do vale podem ser observadas pela Trilha Verde da Maria Fumaça, uma trilha ecológica voltada para o ciclismo, oriunda de um antigo leito ferroviário do extinto Ramal de Diamantina da Estrada de Ferro Central do Brasil e que liga o município a outros, Santo Hipólito e Corinto, passando pelo distrito de Conselheiro Mata e pelas cidades vizinhas de Gouveia e Monjolos.

#### Pontos turísticos

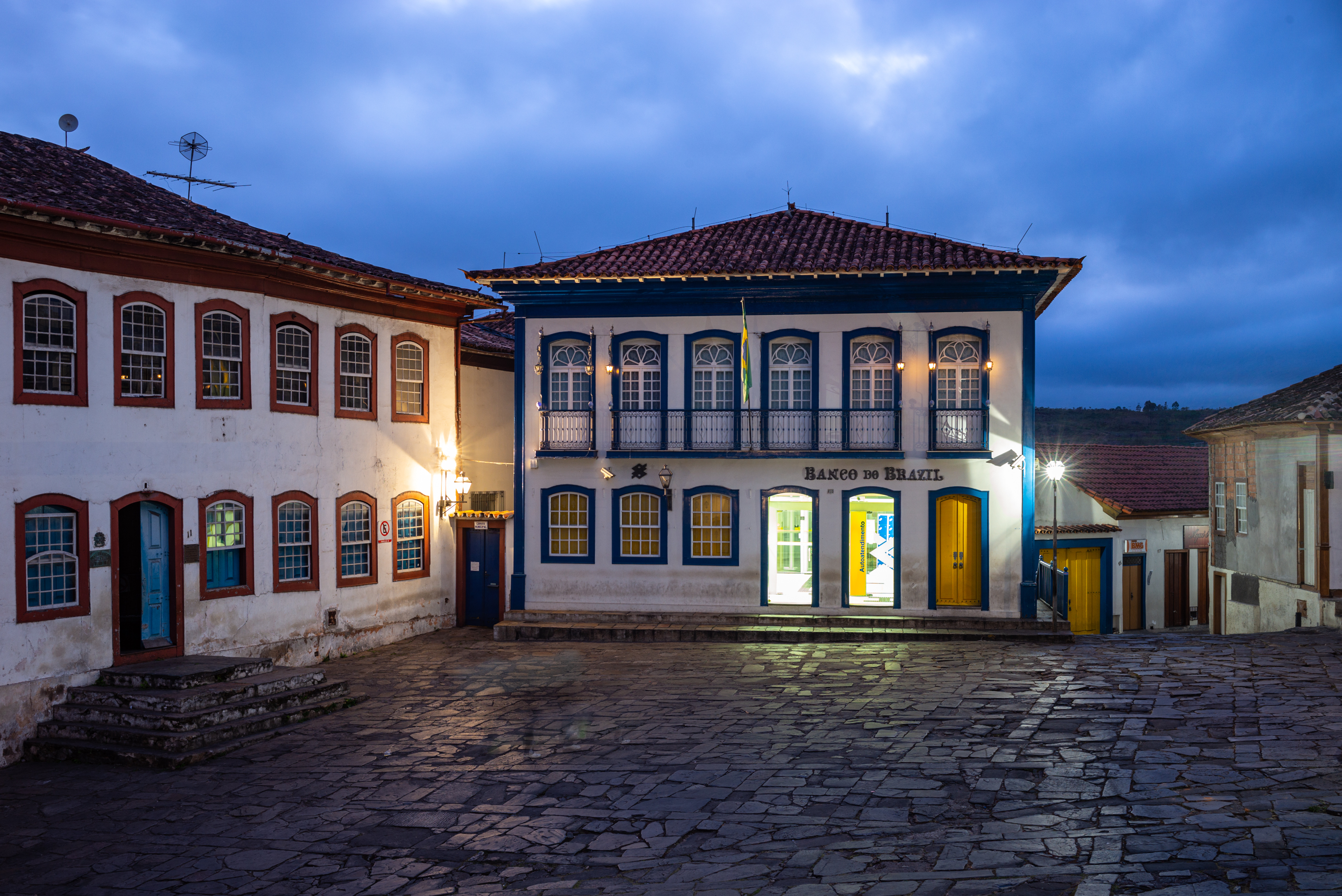
Centro Histórico de Diamantina ao amanhecer

- Centro Histórico de Diamantina ao amanhecerCentro Histórico de Diamantina – É um destacado ponto turístico que encanta visitantes com seu rico patrimônio arquitetônico e cultural. Caracterizado por suas ruas estreitas de pedra e casas coloniais preservadas, este local inclui marcos históricos como a Igreja de São Francisco de Assis e a Casa de Juscelino Kubitschek. Reconhecido como Patrimônio Cultural da Humanidade pela UNESCO, o centro histórico oferece uma imersão na história do ciclo do ouro e dos diamantes no Brasil. Além de suas construções históricas, Diamantina é famosa por suas tradições culturais, como as serestas e vesperatas, que tornam a visita uma experiência memorável.[76][77]
- Casa de Juscelino Kubitschek (1902-1976) – Edificação de pau a pique, uma técnica característica do século XVIII, localizada na Rua São Francisco, onde JK viveu sua infância e adolescência. Governador e presidente do Brasil entre 1956 e 1961, um dos períodos áureos do país no século XX, JK era um grande apreciador de serestas. A antiga residência, agora transformada em museu, exibe alguns violões que ele usava para tocar com outros músicos. Juscelino também trouxe um toque moderno à cidade, em consonância com o slogan de seu governo, "50 anos em cinco", ao encomendar ao arquiteto Oscar Niemeyer o projeto do Hotel Tijuco, de estilo modernista [78].

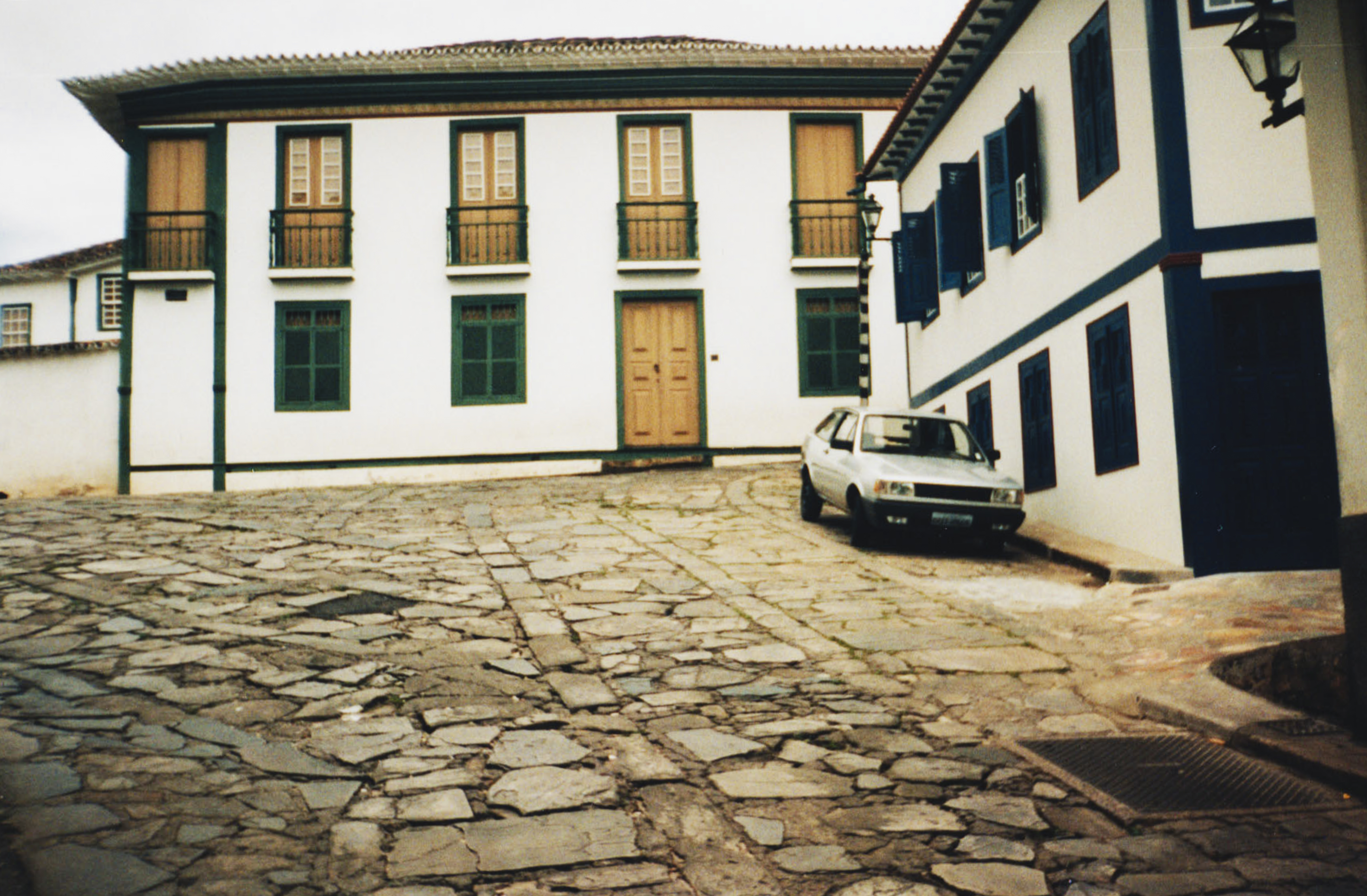
A Casa de Chica da Silva vista por fora

- A Casa de Chica da Silva vista por foraCasa de Chica da Silva – Antiga escrava alforriada, Chica da Silva conquistou o contratador de diamantes João Fernandes, um responsável pelos negócios da Coroa portuguesa. Ele lhe presenteou com a mansão, onde Chica da Silva morou entre 1763 e 1771, inspirando diversas lendas, o famoso filme Chica da Silva, dirigido por Cacá Diegues (1976) [79] e a telenovela de 1996, Xica da Silva, produzida pela extinta Rede Manchete, com grande sucesso na época [80]. A mansão, atualmente, abriga o Instituto do Patrimônio Histórico e Artístico Nacional (Iphan) e exibe uma coleção de quadros que retratam Chica da Silva.
- Catedral Metropolitana de Diamantina – É sede da Arquidiocese de Diamantina e dedicada a Santo Antônio. No local em que está situada a catedral erguia-se a antiga Igreja Matriz de Santo Antônio, construída no século XVIII. Com a criação da Diocese de Diamantina em 1854, a matriz foi elevada à condição de catedral. O templo passou por algumas reformas, porém acabou por ser demolido em 1930. Em seu lugar, foi construída a atual catedral, cujas obras foram concluídas em 1940. O desenho do atual templo é creditado a José Wasth Rodrigues.[81]

Outros pontos turísticos de Diamantina, incluem:
- Parque Estadual do Biribiri
- Parque Nacional das Sempre-Vivas
- Museu do Diamante [82]
- Instituto Casa da Glória [83]
- Casa Muxarabi [84]
- Igreja de Nossa Senhora do Carmo
- Igreja de São Francisco de Assis
- Igreja de Nossa Senhora do Amparo
- Basílica do Sagrado Coração de Jesus [85]
- Praça JK [86]
- Teatro Santa Izabel [87]
- Antiga Casa da Intendência
- Antiga Estação Ferroviária de Diamantina [88]
- Cachoeira do Telésforo
- Cachoeira das Fadas
- Cachoeira dos Cristais
- Cachoeira da Sentinela
- Gruta do Salitre [89]
- Serra dos Cristais

## Infraestrutura

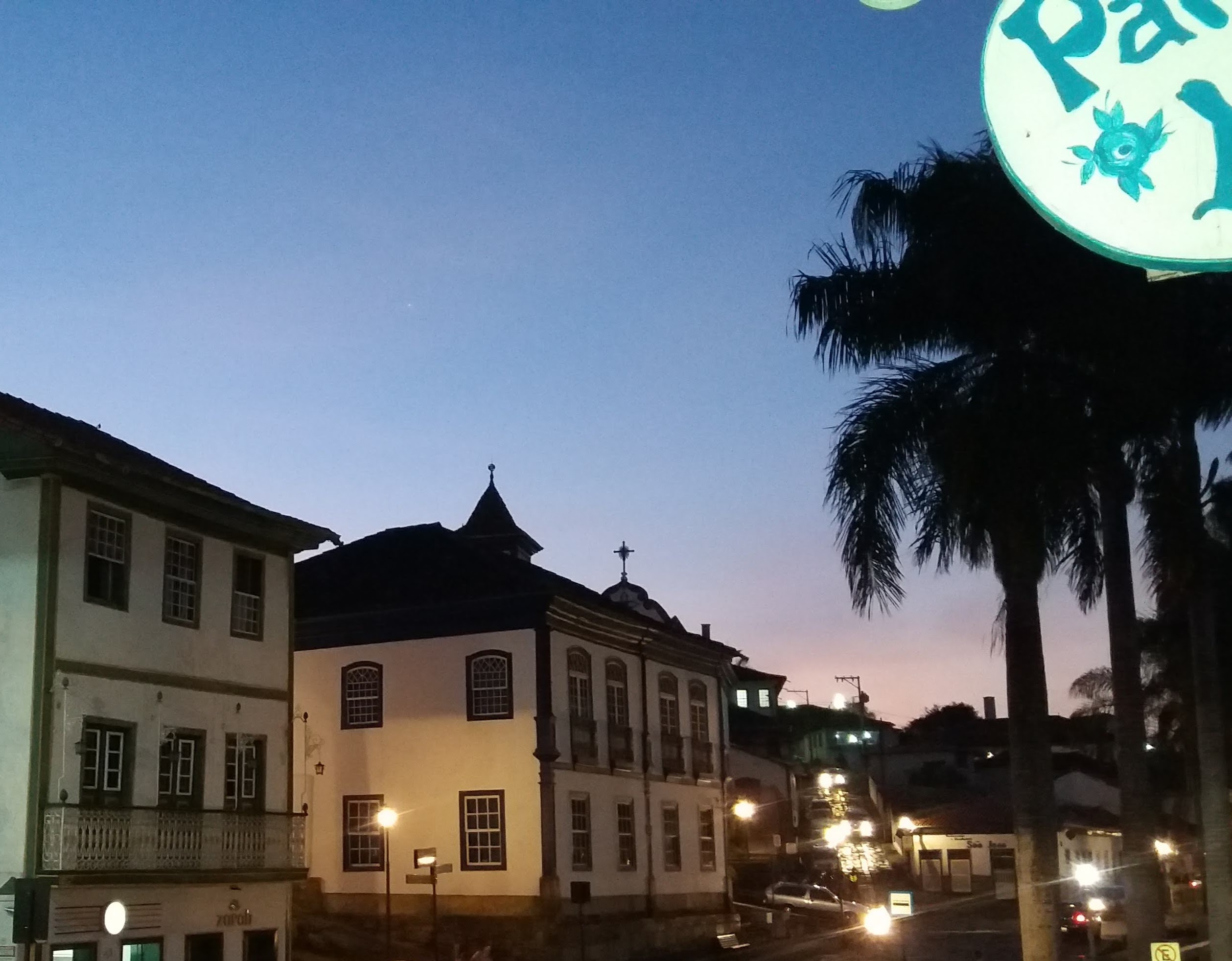
Cento de Diamantina ao anoitecer

### Transportes

#### Aeroporto Juscelino Kubitschek
Sendo um dos aeroportos mais altos do Brasil, sendo superado apenas pelo Aeroporto de Monte Verde em Camanducaia (MG), e pelo Aeroporto de São Joaquim em São Joaquim (SC). Anteriormente a única companhia aérea que operava no Aeroporto era a TRIP Linhas Aéreas, que mais tarde veio a ser comprada pela Azul Linhas Aéreas e pouco tempo depois parou de operar. O acesso ao Aeroporto se dá pela rodovia BR-367, estando apenas 4 km de Diamantina.

#### Terminal Rodoviário de Diamantina
Situada em frente ao prédio da Antiga Estação Ferroviária, a Rodoviária de Diamantina oferece viagens estaduais (em sua grande maioria) e interestaduais, cujas linhas ligam o município a outros como Belo Horizonte, Curvelo, Araçuaí, Capelinha, Montes Claros, Serro e São Paulo, em diferentes horários durante o dia. Está localizada no Largo Dom João, no Centro de Diamantina.

### Educação
| Índice         | 2000  | 2010  |
| -------------- | ----- | ----- |
| IDH-M Educação | 0,460 | 0,632 |

A educação infantil e o ensino fundamental são atendidos por diversas instituições públicas e privadas. De acordo com dados do Instituto Brasileiro de Geografia e Estatística (IBGE) e do Censo Escolar de 2020, Diamantina possui cerca de 25 instituições, incluindo creches e pré-escolas, atendendo a crianças de 0 a 5 anos e aproximadamente 40 escolas, abrangendo tanto o ensino fundamental I (1º ao 5º ano) quanto o fundamental II (6º ao 9º ano), levando em consideração a área urbana e as zonas rurais.
O ensino médio no município é oferecido por várias escolas públicas e privadas. Dentre as instituições de ensino médio de mais prestígio de Diamantina se destaca a Escola Estadual Professora Júlia Kubitschek , uma das principais escolas estaduais, conhecida por seu histórico de qualidade educacional e nomeada em homenagem á Júlia Kubitschek, professora natural da cidade e mãe de Juscelino Kubitschek . Além disso o Instituto Federal do Norte de Minas Gerais (IFNMG), que oferece cursos técnicos integrados ao ensino médio, proporcionando uma formação técnica e profissionalizante.

#### UFVJM

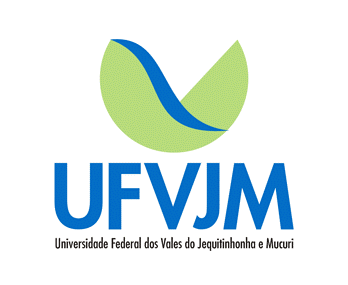
Logo da Universidade Federal dos Vales do Jequitinhonha e Mucuri-UFVJM

Em setembro de 1953, visando desenvolver a região, Juscelino Kubitschek funda a Faculdade de Odontologia de Diamantina, desenhada por Oscar Niemeyer, na época uma promessa da Arquitetura, a Faculdade de Odontologia daria origem o que hoje é a UFVJM.
No dia 17 de dezembro de 1960, foi transformada em Faculdade Federal de Odontologia (Fafeod), e no dia 4 de Outubro de 2002, tornou-se Faculdades Federais Integradas de Diamantina (Fafeid) . Atualmente a Universidade conta com cerca de mais de 80 cursos e mais de 10.00 estudantes dos cursos de graduação presenciais e á distância.
A criação da universidade visou ampliar o acesso ao ensino superior de qualidade nas regiões do Jequitinhonha e Mucuri, áreas historicamente desfavorecidas economicamente. A presença da UFVJM no município tem um impacto significativo no desenvolvimento econômico, social e cultural da região. A universidade atrai estudantes de diversas partes do Brasil, contribuindo para a diversificação cultural e econômica de Diamantina. Além disso, a formação de profissionais qualificados nas mais diversas áreas contribui para o desenvolvimento local e regional.

#### UEMG - Diamantina
A unidade é uma das que compõe a Universidade Estadual de Minas Gerais (UEMG), abrigando o ensino, a pesquisa e a expansão na área do Direito.

#### Instituto Federal do Norte de Minas Gerais
A presença do Instituto Federal do Norte de Minas Gerais (IFNMG) em Diamantina é significativa para a oferta de cursos técnicos e profissionalizantes como: informática, meio ambiente, teatro e biotecnologia. O instituto oferece uma variedade de cursos nas áreas de tecnologia, gestão e outros setores, preparando os alunos para o mercado de trabalho com habilidades práticas e teóricas.

### Saúde

#### Santa Casa de Caridade de Diamantina

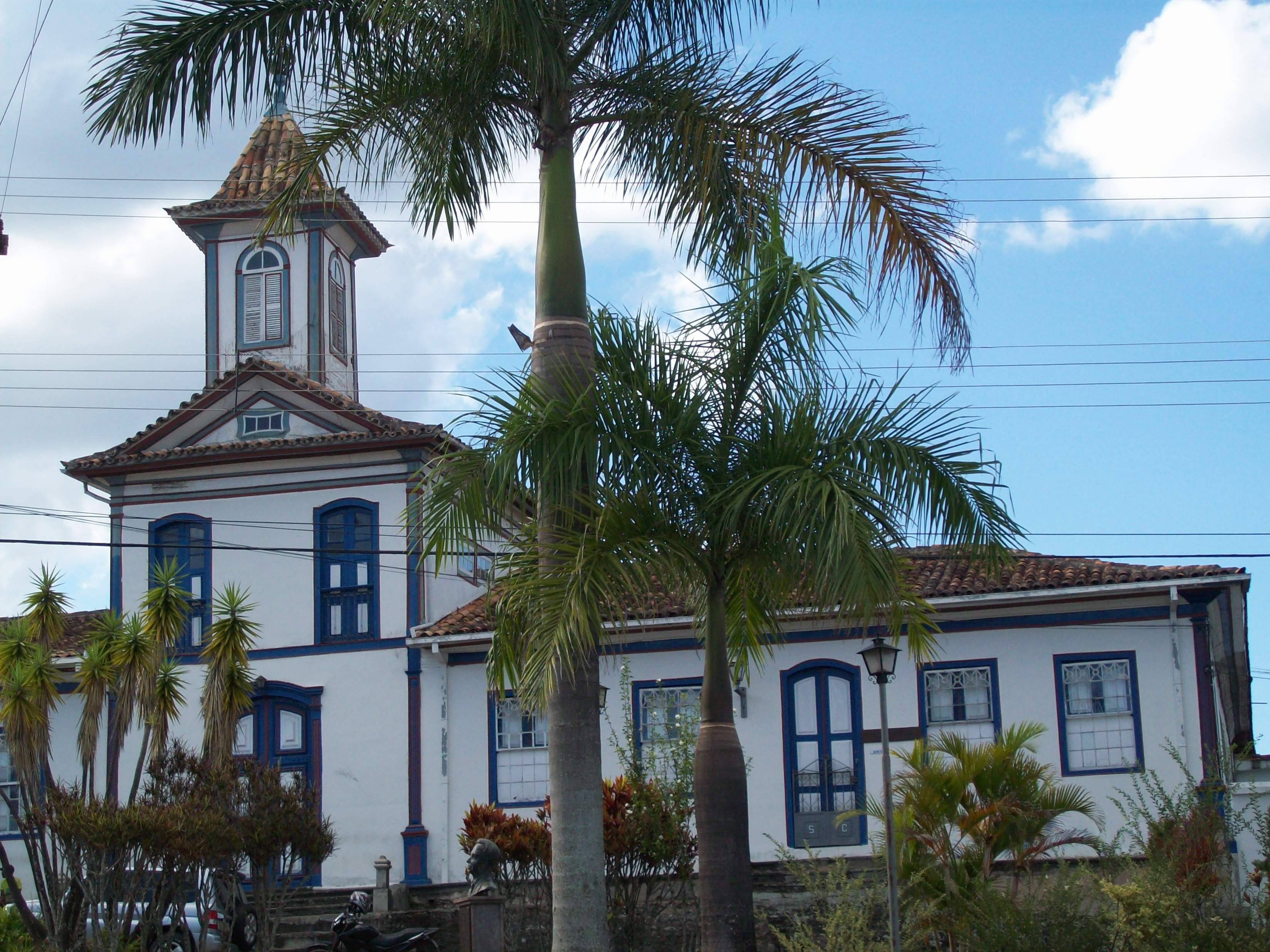
Santa Casa de Diamantina

A Santa Casa de Caridade de Diamantina foi fundada em 23 de maio de 1790, pelo Ermitão Manuel de Jesus Fortes, e é uma instituição de caráter filantrópico e sem fins lucrativos. Cumpre seu papel assistencial e se consolida como referência macrorregional de média e alta complexidade.

#### Hospital Nossa Senhora da Saúde - HNSS
A Irmandade de Nossa Senhora da Saúde foi criada em 9 de abril de 1901, a pedido de D. Querunbina Augusta Moreira, esposa do Capitão Antônio Moreira da Costa, o Barão de Paraúna. Ao falecer, ela, sem filhos pede seu marido, que parte de sua fortuna ''fosse empregada principalmente em socorrer a pobreza enferma e desamparada''.

## Cidades-irmãs
- Třeboň[107]
- Sangano[108]
- Brasília[109]

## Diamantinenses ilustres

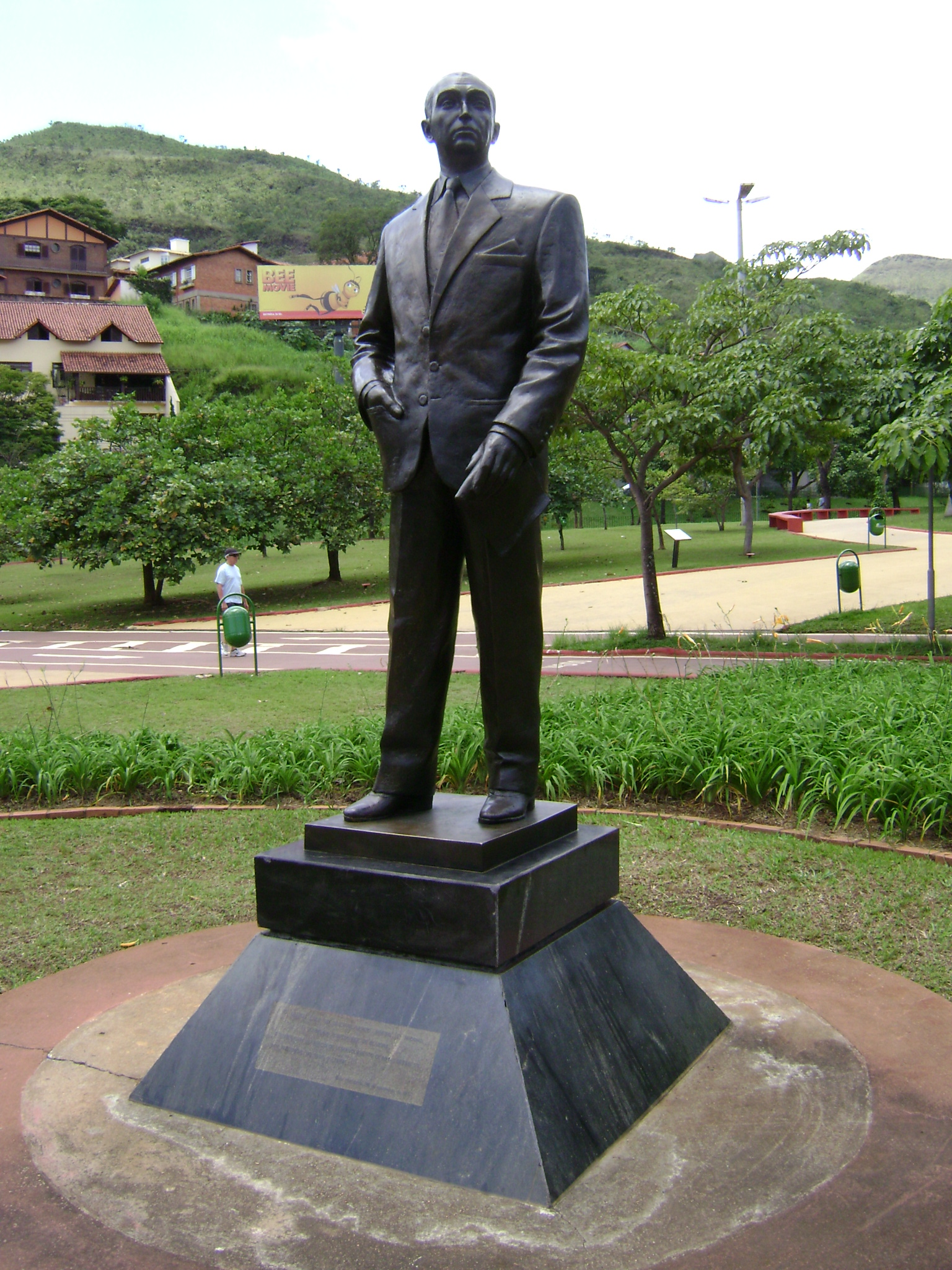
Estátua de Juscelino Kubitschek, natural de Diamantina e construtor de Brasília

- Juscelino Kubitschek
- Chica da Silva
- Benigna Victima de Jesus
- João da Mata Machado
- Edgar Godoy da Mata Machado
- Paulo Brant
- Abílio Barreto
- Couto de Magalhães
- Helena Morley
- Henrique Dumont
- José da Silva e Oliveira Rolim
- Christina Rickardsson
- Vladimir Brichta
- MC Lan